# Fronteira China–Laos
A fronteira entre a República Popular da China e o Laos é a linha que de 423 km de extensão que separa o norte do Laos, províncias Luang Namtha, Oudomxai e Phongsali do sul da República Popular da China, Yunnan. No leste se inicia na fronteira tríplice como o Vietname, segue para oeste, vai para o sul e segue para oeste até fronteira tripla dos dois países com Mianmar.
O Laos obtém uma independência parcial da França em 1949, época em que a China ao final de guerra civil adota o regime comunista. A independência total do Laos ocorre em 1953. O país se envolve na Guerra do Vietnã a partir de 1964. A fronteira entre o país e a República Popular da China nessa época foi oficialmente definida.

## Descrição
A fronteira começa no oeste na fronteira tríplice com Myanmar no rio Mekong, prosseguindo para o sul através de uma série de linhas terrestres irregulares. A fronteira então faz uma curva acentuada para o leste e continua por terra, antes de virar bruscamente para o norte, continuando nessa direção por alguma distância, até virar novamente para o leste e terminar na fronteira tríplice vietnamita no pico Shiceng Dashan.
A fronteira de ambos os lados é predominantemente habitada por grupos minoritários. Topograficamente é montanhosa e florestal, com alguma agricultura limitada. Do lado do Laos, a fronteira situa-se nas províncias de Luang Namtha, Oudomxai e Phongsali, enquanto a totalidade do lado chinês pertence à província de Yunnan.